# 比爾穆卡德姆
35°22′21″N 7°48′27″E / 35.3725°N 7.8074°E

比爾穆卡德姆（阿拉伯语：‎），是阿爾及利亞的城鎮，位於該國東北部，由泰貝薩省負責管轄，是比爾穆卡德姆區的首府，面積426平方公里，2008年人口12,907，人口密度每平方公里30人。